# Гега Діасамідзе
Гега Діасамідзе (груз. გიორგი დიასამიძე, нар. 8 травня 1992, Тбілісі) — грузинський футболіст, півзахисник клубу «Шахтар» (Солігорськ).

## Ігрова кар'єра
Вихованець клубу «Олімпі» (Руставі). В той же час грузинський півзахисник данського «Орхуса» Давіт Девдаріані порекомендував своєму клубу підписати співвітчизників — Діасамідзе та Давіта Скіртладзе. В результаті у січні 2011 року Діасамідзе був запрошений тренуватися з резервною командою данського «Орхуса» і навесні 2011 року підписав з клубом повноцінний контракт та розпочав тренування з основною командою.
Дебютував за клуб у матчі проти ХБ «Кьоге» 29 травня 2011 року. Цей матч так і залишився для Діасамідзе єдиним у орхуському клубі, оскільки його контракт було розірвано 6 березня 2012 року.
Натомість Діасамідзе повернувся на батьківщину і недовго виступав за «Саско», після чого перейшов у «Ділу», з якою грав у кваліфікації Ліги Європи 2013/14, де «Діла» дійшла до раунду плей-офф турніру. Там вони не змогли переграти віденський «Рапід». Спочатку в Австрії мінімально поступилися, а ось вдома вже програли крупно — 0:3.
Після цього грав за резервну команду «Динамо» (Тбілісі), знову «Саско» та «Локомотив» (Тбілісі), а на початку 2018 року став гравцем «Сабуртало». В 2018 році Гега з командою став чемпіоном, а на наступний рік виграв Кубок Грузії.
В кінці 2019 року Діасамідзе підписав дворічний контракт з білоруським клубом «Шахтар» (Солігорськ). Дебютував за клуб у матчі на Суперкубок Білорусі, в якому його команда поступилась брестському «Динамо».

## Титули і досягнення
- Чемпіон Грузії (1):

«Сабуртало»: 2018
- Володар Кубка Грузії (1):

«Сабуртало»: 2019
- Чемпіон Білорусі (1):

«Шахтар»: 2020
- Володар Суперкубка Білорусі (1):

«Шахтар»: 2021